# Campania de la Walcheren
Campania de la Walcheren a marcat o serie de operațiuni militare secundare, spre sfârșitul Războiului celei de-a Cincea Coaliții, încheiate cu victoria Primului Imperiu și reîmbarcarea corpului expediționar britanic. 
Campania a început pe 24 iulie 1809, atunci când o flotă britanică ce transporta un corp expediționar semnificativ și-a făcut apariția în largul coastelor provinciei olandeze Zeelanda. Corpul expediționar debarcă pe insula Walcheren pe 29 iulie și se îndreaptă spre portul Vlissingen, a cărui garnizoană capitulează pe 15 august. Controlul acestei poziții permite închiderea estuarului, închizând accesul la portul Anvers. Cu toate acestea, comandantul britanic nu își continuă acțiunea și nu ocupă Anvers, permițând francezilor să trimită un corp de armată, sub comanda experimentatului Mareșal Bernadotte, care izolează insula. Decimați de o febră locală, britanicii sunt nevoiți să se reîmbarce pe 30 septembrie.  